# Ioas (re di Giuda)
Ioas (843 a.C. – Giuda, 800 a.C.) fu re di Giuda dall'842 a.C. all'802 a.C.
Figlio di Acazia, venne nominato re a soli 7 anni; adorò fortemente Yahweh. Sconfitto da Azaele di Damasco, fu ucciso da una congiura giudaica.